# 1992年バスケットボール女子アジア選手権
1992年バスケットボール女子アジア選手権（The 14th Basketball Asia Championship for Women）は、大韓民国ソウルで開催された第14回バスケットボール女子アジア選手権。3月21日から30日までの期間で開催された。
中国が2大会連続4度目の優勝を飾った。

## 最終結果
| 順位 | 国         |
| ---- | ---------- |
| 1    | 中国       |
| 2    | 韓国       |
| 3    | 日本       |
| 4    | 中華台北   |
| 5    | 香港       |
| 6    | インド     |
| 7    | スリランカ |